# カブトムシ属
カブトムシ属 (カブトムシぞく、学名：Trypoxylus) は、昆虫綱甲虫目コガネムシ科カブトムシ亜科カブトムシ族 (Dynastini) に分類される属の1つ。日本､中国､朝鮮半島から台湾､インドシナ半島にかけての東アジアに分布するカブトムシ T. dichotomus 1種のみが属する。
頭角が2又に分かれるのが特徴。また、平べったく、平面的でもある。胸角も2又に分かれるが、これはかつてカブトムシが分類されていたサビカブト属 Allomyrina やヒメカブト属 Xylotrupes にも共通する。

## 種類
カブトムシ Trypoxylus dichotomus
日本のほかには朝鮮半島、中国、台湾、インドシナ半島など、東アジアを中心に広範囲に生息し、全部で6亜種に分かれる。頭角の2又がさらに2又に分枝している。成虫の全長（オスの頭角の長さを含む）は最長で80 mm以上に達する比較的大型な種類である。